# 饥饿土地
〈饥饿土地〉（英語：The Hungry Earth）是英国科幻电视剧《神秘博士》第5季的第8集，于2010年5月22日通过英國廣播公司第一台首播。本集节目由克里斯·齐布内尔编剧，他之前也曾为《神秘博士》编剧，并且还创作了衍生作品《火炬木小组》部份的剧本。第8集共分为两个部分，下半部分是《冷血》，剧中重新引入了類人類志留紀人，之前的最后一次出现是在1984年的系列剧《深处的勇士》中。
在这集节目裡，外星时空旅行者博士（马特·史密斯飾）与同伴艾米·庞德（Amy Pond，凯伦·吉兰饰）和罗里·威廉斯（Rory Williams，阿瑟·达维尔饰）到达了2020年的威尔士。地質學家纳斯林·乔杜里正带领一起钻井队钻入地下深处，破坏了长年穴居此地的类人类种族志留紀人（Silurians）的安宁。后者的回击在地表形成大洞，艾米也被其中一个洞吞噬。博士和罗里抓到了一个志留紀人阿拉雅，博士要求罗里和当地的一户居民不要伤害阿拉雅，以免引起战争。然后他和纳斯林一起通过TARDIS到达志留紀人的文明社会并试图救出艾米、村里的一个男孩和他的父親。
执行制片人史蒂芬·莫法特和皮尔斯·温格联系了齐布内尔，请他来创作一个涉及志留紀人和钻头兩個不同的元素，並分成上下兩集的剧本。莫法特希望重新设计志留紀人的形象，他和齐布内尔一起构想了这种生物面部的假肢设定。《饥饿土地》和下半集《冷血》于2009年10至11月在威尔士拍摄完成。节目在英国广播公司第一台和高清台播出时一共吸引了649万观众观看，在电视评论员处获得的评论褒贬不一，单是志留紀人的新形象就有着多种不同的看法。

## 剧情
博士、艾米和罗里一行本计划前往里约热内卢，但实际上却到达了2020年威尔士的一个小村庄。一位名叫纳斯林·乔杜里的地質學家认为可以从这里挖到两千万年前的矿物而與當地人托尼·马克正在进行采矿作业，后者的女儿安布罗丝和孙子艾略特正在调查附近一处教堂墓地发生的多起尸体神秘消失的事件。一场地震导致地面开裂，而托尼和艾米掉入其中，托尼被救了上来，但艾米被一股不知名的力量拖入地下。博士推测这是由钻井作业导致的一种生物性防御机制反应。一行人得知有3只不明生物从地下21公里处顺着钻轴朝地面逼近，博士告知罗里艾米行踪不明，生死未卜，但也保证自己会把她找回来。
那三只生物原来是一种爬蟲人，他们在一场混战中抓到了艾米，并且用它們有毒的舌头攻击了托尼。博士和罗里制服了其中一只，另外两只带着艾米返回地下。博士意识到这种爬虫人其实是志留紀人的变种，由于双方都持有人质，因此相互间的攻击也有所缓和。被制伏的人質自称阿拉雅，是一位志留紀人武士，在钻井作业時被钻头吵醒。阿拉雅和所有的志留紀人一样深信地球仍然属于他们，且他们必然可以在和人类的战斗中获得最终的胜利。托尼因身中志留紀人舌头上的毒而希望解剖阿拉雅，但博士对此予以拒绝，认为这将被视为宣战。博士决定用TARDIS进入志留紀人的世界，与其他志留紀人交流，化解双方的冲突，纳斯林也决定一同前往。
艾米醒来后发现自己被绑在一个检验台上，旁边还绑着安布罗丝的丈夫莫。莫表示志留紀人已经对自己进行过活体解剖，接下来也会这样对待艾米。博士和纳斯林乘TARDIS到达地下，博士向纳斯林解释了志留紀人的基本資料，表示自己不希望遇上太多这一生物，最后，两人在一处峭壁前看到了一个巨大的洞穴，其中生活了难以计数的志留紀人。

## 制作

### 编剧和演员
史蒂芬·莫法特联系了克里斯·齐布内尔，请他回归为《神秘博士》编剧。齐布内尔之前曾为《神秘博士》第3季的第7集《42》以及节目的衍生作品《火炬木小组》编剧。莫法特和执行制片人皮尔斯·温格给出了志留紀人、两名搭档以及钻井的简要构思。志留紀人之前曾出现在1970年代的系列剧《神秘博士与志留紀人》（Doctor Who and the Silurians）和1984年的系列剧《深处的勇士》（Warriors of the Deep）中作為反派角色。本集在製作時的暫定名稱為《他們腳下的地面》（The Ground Beneath Their Feet）。
齐布内尔阅读了《神秘博士和洞穴怪物》（Doctor Who and the Cave Monsters）的原著小说，并观看了之前的系列剧集来增进对节目的了解，他发现自由撰搞人马尔科姆·胡尔克给小说带来了许多电视上无法实现的发展。齐布内尔希望刻划一个志留紀人位于地下的大城市，和地面人类的小村庄形成对比。莫法特知道志留紀人不像剧中重新引入的其他反面角色那么受欢迎，所以他建议齐布内尔把这一物种针对新的观众群重新进行刻划，齐布内尔于是决定让所有从未见过这种生物的人们以最刺激和恐怖的方式认识它们。他还曾考虑引入志留紀人的两栖类近亲海中恶魔，但两种怪物的设定在实际制作上较为困难，并且故事中对于志留紀人及其目的已经有了很明确的表达。
齐布内尔对剧中博士和同伴的分隔感到满意，决定让艾米在剧中的绝大多数时间里都不出场。莫法特也有类似的看法，认为剧集中展示出博士在其他人面前的不同反应很貼切。这集节目还有一个拍摄完成的场景被删除而没有播出，其中描绘了艾米与博士讨论她是如何看到自己和罗里十年后的样子。
由于艾米的缺席，齐布内尔认为纳斯林就成为了博士的一位“事实上的搭档”。扮演纳斯林·乔杜里一角的梅拉·沙尔自儿时开始就是神秘博士系列作品的粉丝，2005年《神秘博士》重新在电视上播出后，她也一直希望能够出演，最后终于获得这个角色时她非常高兴。沙尔形容自己的角色是一个非常有志向和创新精神的地质学家，和博士成为了好朋友，并且双方都仰慕对方的热枕。

### 拍摄和特技效果
莫法特希望把志留紀人的形象重新设计，取消原来第三只眼睛的设定，因为神秘博士中所描绘过的另一种生物达夫罗斯（Davros）也有第三只眼睛，莫法特希望志留紀人与之完全不同。在《饥饿土地》中的志留紀人被描述为是原来所出现该生物的另一个变种，所以不会影响到初使设计的有效性。齐布内尔表示，新设计的志留紀人看上去更美观，还可以让对应的演员有表现和发展的空间。他还相信这样可以有助于表现出人类和志留紀人的相似与不同之处。由于所需制作的假股等道具较为昂贵，由临时演员扮演的一些较次要的志留紀人角色都戴上了面具，这样可以减少面部所用道具的需求。齐布内尔还为这种新的志留紀人构想了一个有毒的舌头。
《饥饿土地》及其第二部分《冷血》于2009年10至11月在威尔士南部的兰威诺（Llanwynno）等地拍摄完成。沙尔在接受采访时表示剧组先进行了外景拍摄，剧中的钻头是自动化的，由电脑绘制而成。片中艾米被拖入地下的镜头实际上是吉兰先站在箱子上，然后再逐渐缩进一个石仓中。石仓的开口两边有橡胶来将泥土隔开，吉兰的耳朵上也贴有胶带，确保泥土不会进入她的耳朵。吉兰起初对这段特技镜头的演出感到害怕，她之后也将这种恐惧和幽闭恐惧症带到了表演中，因为她认为艾米也会有同样的感觉。

## 发行和反响
《饥饿土地》于2010年5月22日18:15通过英國廣播公司第一台在英国首播。播出时间与以往相比有所提前，来为节目后播出的《在彩虹下》大结局腾出时段。起初的隔夜收视率调查表明这集为第一台吸引了439万观众，占该时段电视观众总人数的30.8%。按这个数字计算，《饥饿土地》将是《神秘博士》2005年在电视上播出起收视率最低的一集。而经过系统性地综合计算后，本集的收视人数一共达到了649万，其中601万通过第一台观看，48万通过英國廣播公司高清台观看，这个成绩可以在2010年5月23日这周所有第一台的电视节目中排到第9位，而在所有频道的节目中也可以排到第20位。此外，这集节目获得的欣赏指数为86，榮獲“卓越”级别。
《饥饿土地》于2010年8月2日与《艾米的抉擇》、《冷血》一起发行了DVD和蓝光影碟。2010年又与第5季的其它全部剧集一起发行了DVD套装。

### 专业评价
电视评论员对《饥饿土地》的评价褒贬不一。《衛報》的丹·马丁（Dan Martin）称这一集设立了一个“有趣的窘境”，但不足之处在于片中虽然提及了众多元素，但许多都只是简单提及，并没有多少存在实质性的内容。他还批评了剧中人物的刻划和表现，称自己不在乎除艾略特和纳斯林以外的任何一个家庭成员。虽然艾米被拖入地下的镜头动人而又凄美，但节目的其他部分缺乏对庞德家族生活的描绘。不过马丁还是称赞了剧中对志留紀人的重新设计。《每日电讯报》的加文·富勒（Gavin Fuller）很高兴这集节目没有让他失望。他称赞了节目中博士的和平主义行为和艾米虽然不多但却令人难忘的“噩梦般”场景。不过他对梅拉·沙尔的表现感到不满意，并且认为志留紀人的新设计与原作相比过于“激进和脱离”，最明显的就是原有的第三只眼睛的设定被取消了。
《广播时报》的帕特里克·穆尔肯恩（Patrick Mulkern）给出了较为正面的评价，称其感觉就像经典的《神秘博士》那样拥有宏伟的构思、扣人心弦的故事情节、出众的步伐和幽灵般的导向……不久将来的地球上小规模的设定，（观众会）关心的人物角色……3位主角足够的表现内容和真正危险的陪伴。穆尔肯恩特别称赞了沙尔和史密斯的表现，并且也对志留紀人的新设计感到满意，称原来的老设计在今天看来会有些可笑。他还表示自己“错过”了彼得·哈利迪苍老的嗓音，但已经调整适应了尼夫·麦金托什的声音。美国在线的电视评论员布拉德·特里查克（Brad Trechak）对剧中人类和志留紀人的冲突历史有较为正面的看法，但他也称这一集浪费了时机，认为节目不是以恐怖为纲，更像是悬念和历险为主，希望能够更吓人一些。特里查克还感觉剧中没有重新介绍志留紀人这一做法有些“过与简化”，因为这一种族毕竟是总体故事情节的一个组成部分，应该要加以介绍。
IGN网站的马特·威尔斯（Matt Wales）给予《饥饿土地》的评分为8（最高为10），认为节目虽然有些简略，但仍不失为一部让人满意的成功作品。他感觉剧中的叙事有些过于简化，缺乏足够的深度，但由于有一众“优秀配角”和“令人同情角色”的影响，这仍然是一个“令人耳目一新的故事”。他还称赞了史密斯扮演的博士一角，在艾米缺席的情况下仍然令人惊叹不已地给出了精彩的表演《SFX》杂志的伊恩·伯里曼（Ian Berriman）给《饥饿土地》三星的评价（最高五星），他主要是对剧中志留紀人的新设计感到不满，但还是对其服装和恶毒的形象感到满意。伯里曼还从一些技术角度提出了质疑，并批评剧本有些沉闷，但还是称赞了艾米被拖入地下的镜头，艾略特和博士的互动以及阿拉雅在墓地对艾略特的追踪。

### 评论
- "The Hungry Earth" / "Cold Blood"  評論 在異世奇人評分導覽